# Epidendrum radicans
Epidendrum radicans är en orkidéart som beskrevs av Pav. och John Lindley. Epidendrum radicans ingår i släktet Epidendrum och familjen orkidéer. Inga underarter finns listade i Catalogue of Life.

## Bildgalleri

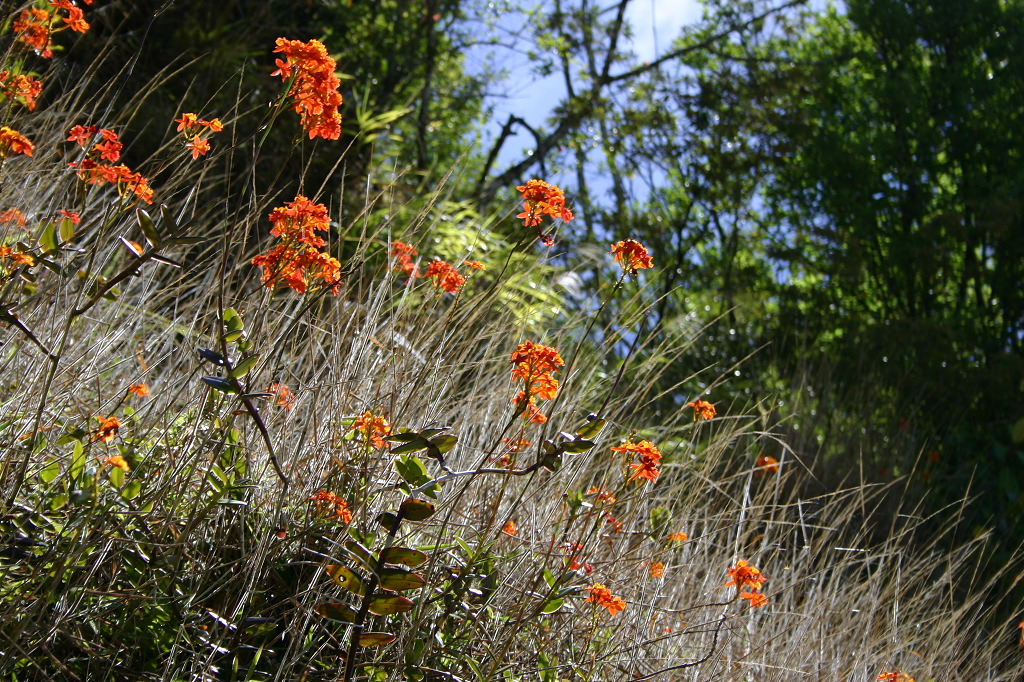
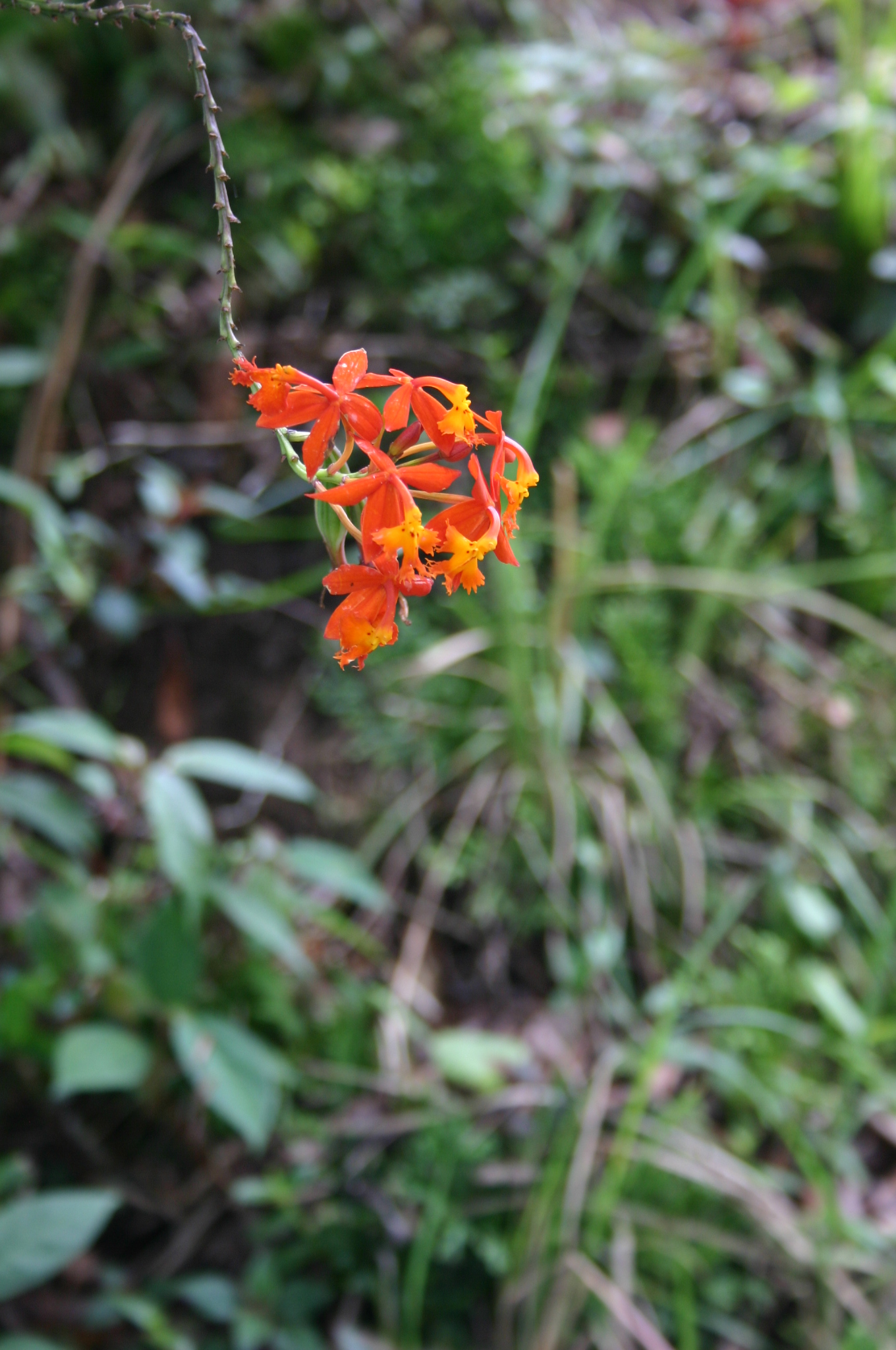
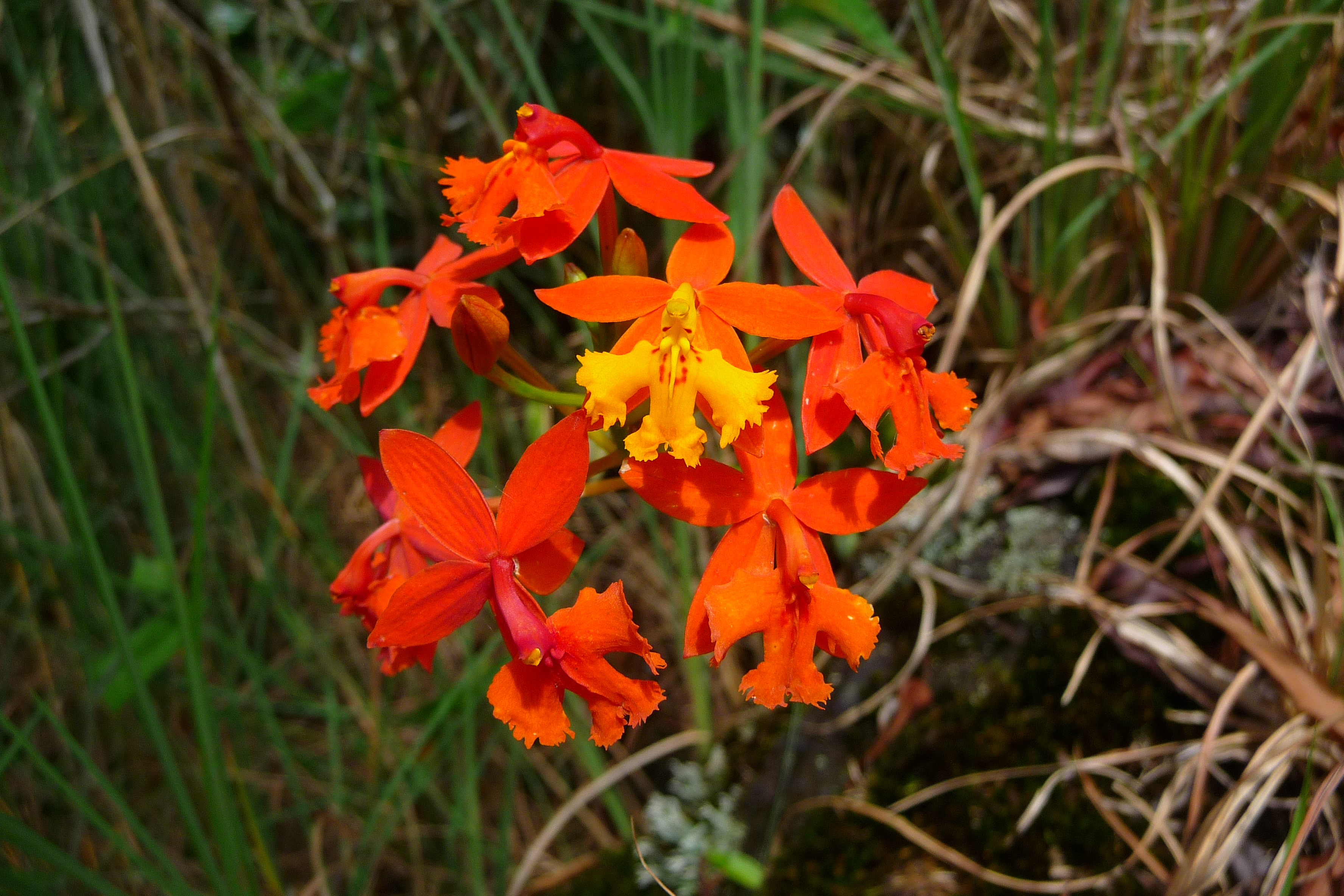
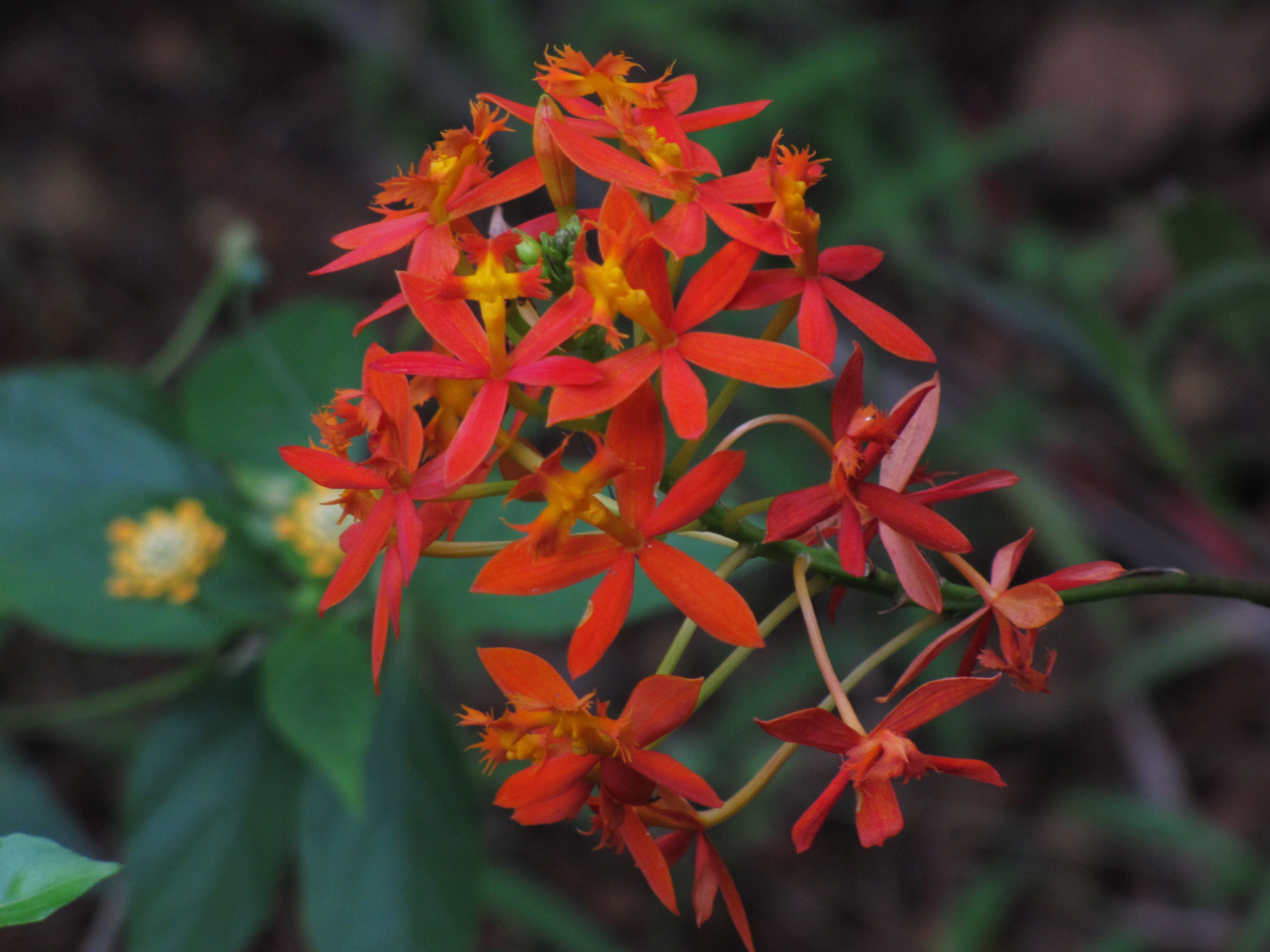
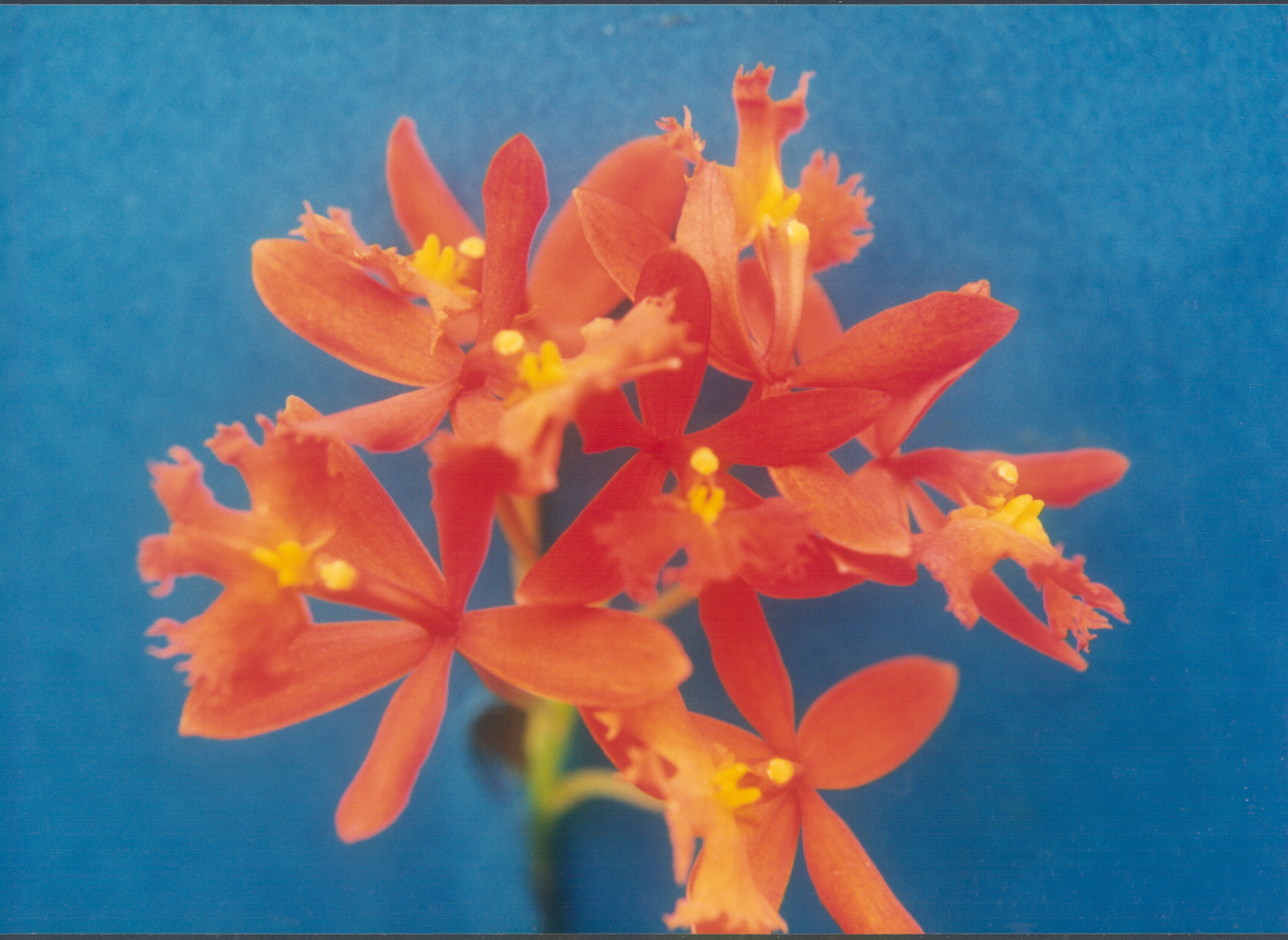
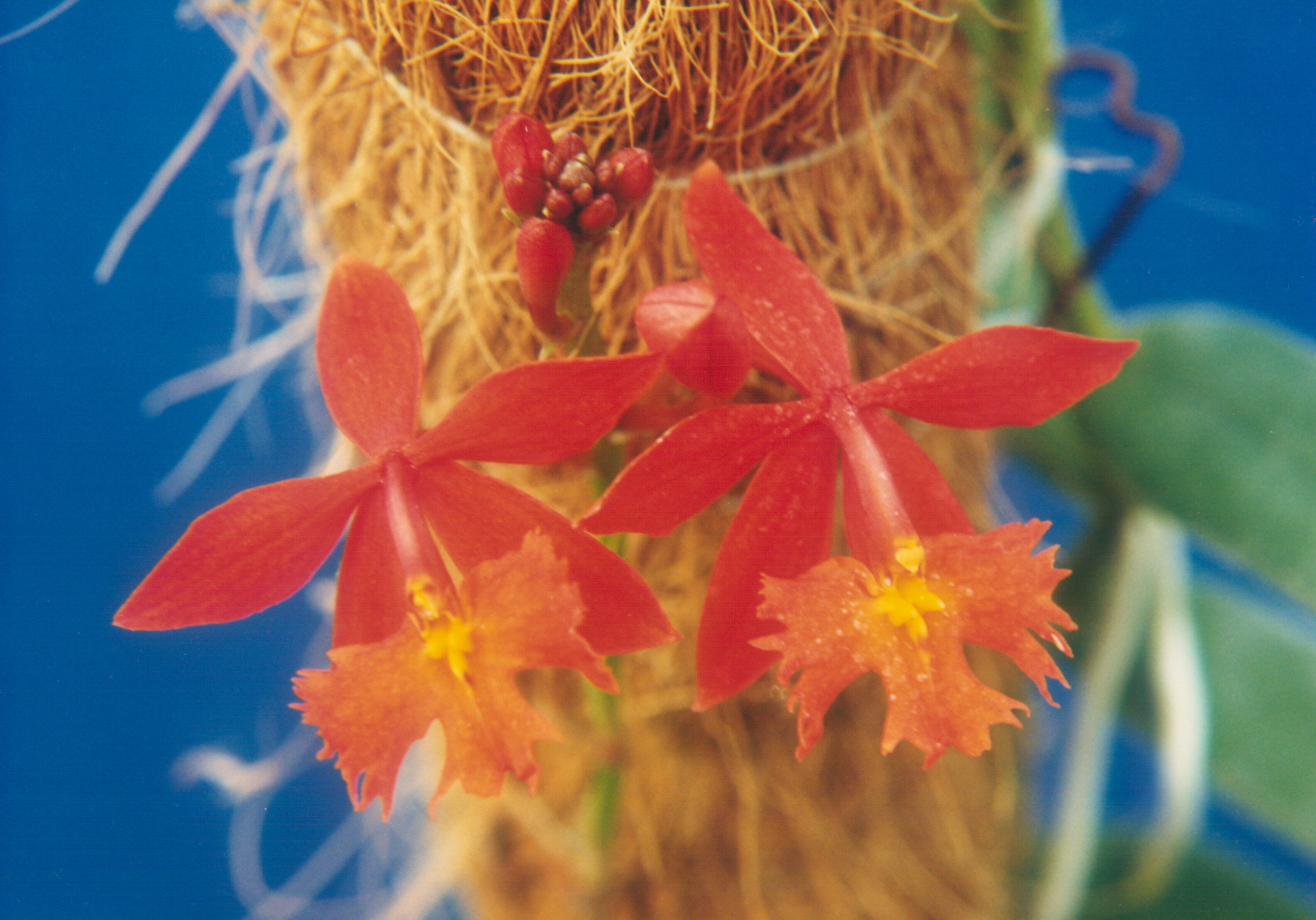